# Cehegín
Cehegín – gmina w Hiszpanii, w prowincji Murcja, w Murcji, o powierzchni 299,29 km². W 2011 roku gmina liczyła 16 248 mieszkańców.